# Woldemar von Löwendal

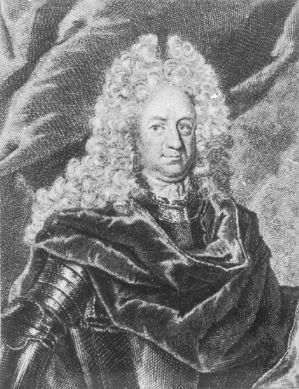
Woldemar Freiherr von Löwendal

Woldemar Freiherr von Löwendal, geboren als Ulrik Frederik Valdemar baron Løvendal, (* 25. September 1660; † 24. Juni 1740 in Dresden) war ein dänisch-norwegischer Adliger, kursächsischer Oberhofmarschall und Kabinettsminister. Von 1710 bis 1712 war er dänischer Statthalter in Norwegen.

## Leben
Löwendal wurde 1660 als Sohn des dänischen Grafen Ulrik Fredrik Gyldenløve und dessen erster Ehefrau Sophie Urne, Tochter eines dänischen Oberhofmarschalls, geboren. Gyldenløve war ein unehelicher Sohn des dänischen Königs Friedrich III. und der aus bürgerlichem Hause stammenden Margrethe Pape, welche später zur Baronesse von Löwendal erhoben wurde. Gyldenløve und Sophie Urne hatten 1659 heimlich geheiratet. Kurz vor oder nach der Geburt von Woldemar und seinem Zwillingsbruder Carl († 27. September 1689 auf Sao Tomé) wurde die Ehe aufgelöst, damit Gyldenløve eine standesgemäße Ehe mit Marie Grubbe eingehen konnte. Diese unglückliche Ehe wurde 1670 geschieden. Aus der dritten Ehe mit Antoinette Augusta von Aldenburg, die gleichaltrig war mit seinen ältesten Söhnen, hatte Gyldenløve vier weitere Kinder.
Löwendal diente zunächst den Holländern und trat dann in kaiserliche Dienste. Anschließend trat er in die Dienste von Dänemark, wo er als Dragonerbrigadier 1700 im Herzogtum Holstein diente. In Hamburg wurde Löwendal schließlich Kaufmann, wo er Dorothea von Brockdorff heiratete, eine Cousine von Anna Constantia von Brockdorff (ab Februar 1706 Reichsgräfin von Cosel).
Nach dem frühen Tod seiner Frau 1706 kam Löwendal schließlich nach Dresden, wo er unter Einflussnahme der Gräfin Cosel bald in höchste Ämter aufstieg. 1707 trat Löwendal in den Dienst des sächsischen Kurfürsten August dem Starken und wurde Kammerpräsident sowie Ober-Bergwerksdirektor im 1706 geschaffenen Geheimen Kabinett. Nach einem Besuch des dänischen Königs Friedrich IV. in Dresden verlieh August von Sachsen Löwendal 1710 an die dänische Krone. Löwendal wurde dänischer Statthalter und Befehlshaber der dänischen Truppen in Norwegen. Für seine in dieser Funktion erworbenen Verdienste erhielt er ein Jahr darauf den Elefanten-Orden verliehen, welcher noch in der Gegenwart der höchste dänische Verdienstorden ist. Er folgte in diesen Funktionen seinem Vater, der von 1664 bis 1699 dänischer Statthalter in Norwegen und 1666 Oberbefehlshaber der norwegischen Streitkräfte war.
Nachdem Löwendal 1712 an den sächsischen Hof zurückgekehrt war, wurde er vom Kurfürsten am 7. Mai zum Oberhofmarschall und wirklichen Geheimrat ernannt. 1717 erfolgte seine Benennung zum Kabinettsminister. 1721 bekam Löwendal den polnischen Weißen Adlerorden verliehen. Er wohnte in der Moritzstraße Nr. 114 und korrespondierte mit der in Stolpen inhaftierten Anna Constantia Reichsgräfin von Cosel.
Löwendal starb am 24. Juni 1740 in Dresden. Bestattet wurde er neben seinen vier früh verstorbenen Kindern in der Löwendalschen Gruft, welche sich unter der einstigen herrschaftlichen Loge an der Nordseite der Nikolaikirche von Bockwitz befindet. 1776 wurde hier auch seine zweite Frau Benedicta Margareta bestattet.

## Besitzungen

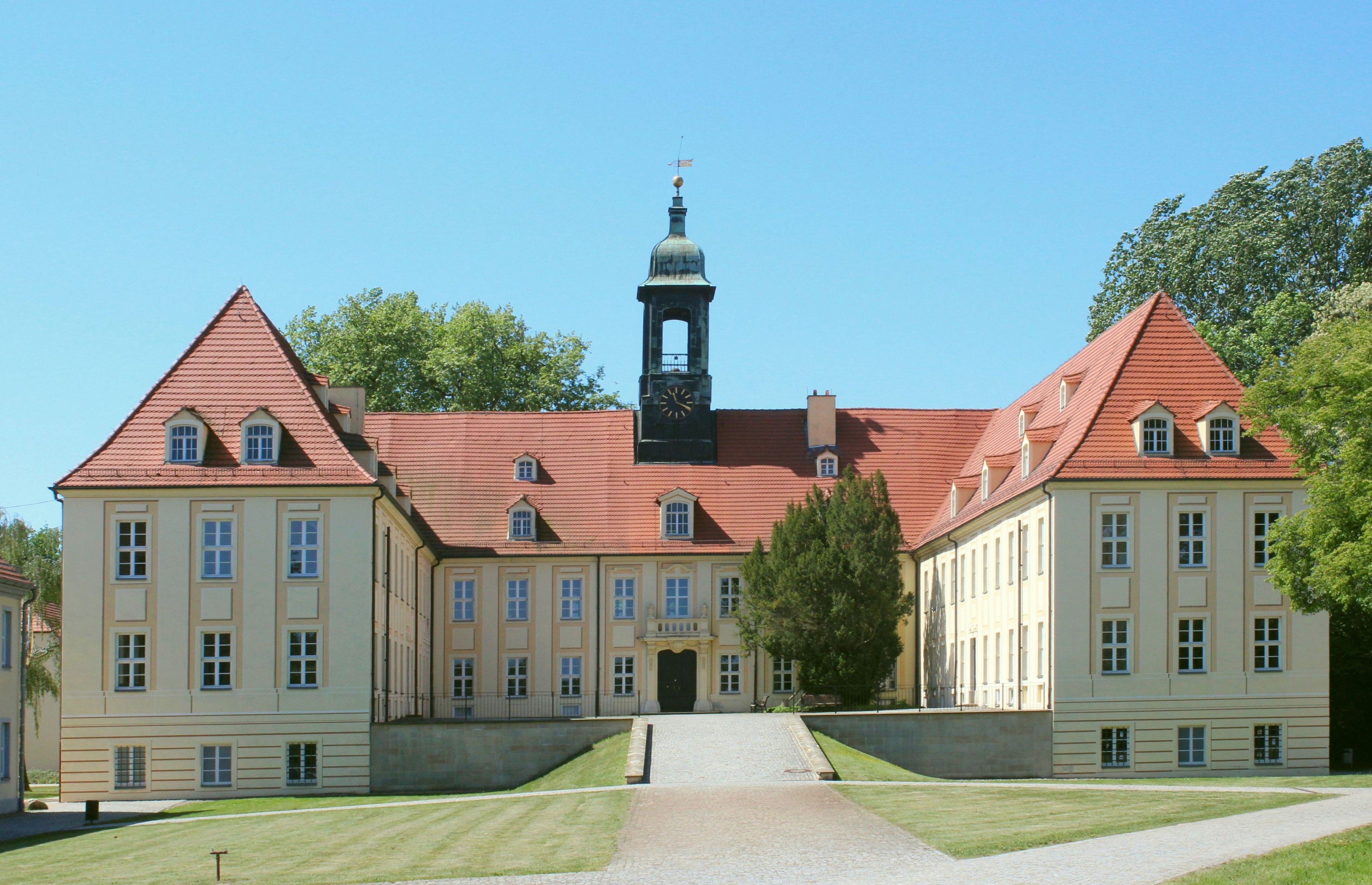
Ostseite des Elsterschlosses in Elsterwerda

Bereits kurz nachdem Löwendal nach Sachsen gekommen war, erwarb er 1708 die Herrschaft Elsterwerda. Er ließ am Schloss, in welchem sich in der Gegenwart das Elsterschlossgymnasium befindet, große Teile der Vierflügelanlage abreißen und es entstand eine nach Osten hin offene Dreiflügelanlage mit kurzen Seitenflügeln. Löwendal geriet allerdings später in finanzielle Schwierigkeiten und er musste am 20. März 1727 den Besitz, inklusive Krauschütz und Kotschka, für 10.500 Taler an König August den Starken verkaufen.
1716 folgte der Erwerb der Rittergüter Mückenberg und Saathain, die er aufgrund von Schulden 1718 an seine Frau Margaretha verpfändete und letztendlich 1722 verkaufte, nachdem er beim Lehnhof Dresden die Allodifizierung beider Güter erreicht hatte. Mückenberg wurde bald der Wohnsitz seiner Frau sowie ihrer vier früh verstorbenen Kinder. Aufgrund der in der Umgebung entdeckten reichhaltigen Raseneisensteinvorkommen gründete diese 1725 das Lauchhammerwerk und wurde zu einer der ersten Unternehmerinnen der Mark Meißen und heutigen Niederlausitz sowie Gründerin des Industriestandorts Lauchhammer.
Außerdem besaß von Löwendal noch Besitzungen in  Holldorf.

## Familie und Nachkommen
Aus der am 16. Februar 1687 geschlossenen Ehe mit Dorothea von Brockdorff (1672–1706), Halbschwester von Cai Lorenz von Brockdorff (1646–1725), ging 1700 der spätere Feldherr und Marschall von Frankreich Ulrich Friedrich Woldemar Graf von Löwendal hervor.
Am 29. Januar 1709 vermählte sich Löwendal mit Benedicta Margaretha von Rantzau. Mit der späteren Freifrau von Löwendal hatte Löwendal die Kinder Augustus Baron von Löwendal, Anna Sophie Baroness von Löwendal, Friedericus August Baron von Löwendal und Margarethe Adelheid Benedicte Baroness von Löwendal. Alle vier Nachkommen verstarben allerdings noch im Kindesalter.

## Trivia
- Im Hörspiel des MDR „Gräfin Cosel“ aus dem Jahr 2001 wird Löwendal von Gunter Schoß gesprochen.[3]